# Ar-Rustak
Ar-Rustak (arab. الرستاق) – miasto w Omanie, w muhafazie Dżanub al-Batina. Według spisu ludności w 2020 roku liczyło 45 367 mieszkańców. Jest siedzibą administracyjną wilajetu Ar-Rustak, który w 2020 roku liczył 117,9 tys. mieszkańców.
Ar-Rustak było niegdyś stolicą Omanu, w dobie imama al Nasir bin Murshid Yarubi.
Fort w Ar-Rustak zbudowano cztery wieki przed powstaniem islamu w Omanie, a jego imponująca struktura opiera się na trzech poziomach, zawierających oddzielne domy, zbrojownię, meczet i cztery wieże. Jego najwyższa wieża ma ponad 18,5 m wysokości i średnicę 6 m.
Fort Al Hazm jest wybitnym przykładem architektury islamu Omanu i został zbudowany w 1711 roku. Dach fortu opiera się na kolumnach i nie zawiera drewnianych podpór. Grubość jego ścian wynosi ponad 3 m.
Ar-Rustak jest obszarem posiadającym lecznicze ciepłe źródła, najbardziej znane to Ain al Kasafa. Jego wody posiadają temperaturę 45 °C i są traktowane jako lek na reumatyzm oraz choroby skóry ze względu na zawartość siarki.
Istnieją trzy popularne wadi do odwiedzenia: Wadi Bani Ghafar, Wadi al Sahtan i Wadi Bani Auf. Ponadto, w górach są jaskinie, takie jak Al Sanaqha Cave z własnym podziemnym źródłem.
Jednym z głównych zawodów w Ar-Rustak jest pszczelarstwo. Miód z tego regionu jest najbardziej poszukiwanym towarem i jest najwyższej jakości. Zbocza gór obfitują także w owoce, takie jak granaty, morele, śliwki i winogrona.